# Аждајић
Аждајић је српско, али и хрватско презиме које у својој основи носи митолошки апелатив аждаја (тур. Ejderlm,Ejdelia). Будући да оваква презимена нису нарочито фреквентна, а необично су занимљива за вишеструка истраживања, Велимир Михајловић је забележио легенду која се односи на католички род Аждајићи у селу Сутјеска (централна Босна). Прича се да су данашње презиме добили овакоː Турци хтели да закољу вола, али га нису могли повалити. Jедан од Аждајића узме вола за ноздрве и сам га обори. Турци рекоше: 'Ово није човек, већ аждаја'. У манастирском летопису помиње се извесни Фрањо Аждајић који је умро 1831. године.
Аждаја иначе и даљге предстаљавю живи надимак. Уз ову исту основу треба навести и остала презимена. Аждахић je породица регистрована у Високом, која се за време аустријске окупације доселила из Коњица. Аждеровић, савремено презиме у Тузли. У основи је иста иранска реч у друкчијем изговору - аждер. Занимљиво је напоменути да су ову реч употребљавали Сима Милутинонић Сарајлија у својој „Историји Србије'', Петар Петровић Његош, Јован Јовановић Змај и други наши писци XIX века.
Данас у Хрватској постоји око 40 носиоца овог презимена, углавном у Загребу.